# Geai enfumé
Cyanocorax morio
Pour les articles homonymes, voir Morio (homonymie).
Espèce
Statut de conservation UICN

 LC  : Préoccupation mineure
Synonymes
- Psilorhinus morio

Le Geai enfumé (Cyanocorax morio) est une espèce de passereau de la famille des Corvidae.

## Habitat et répartition

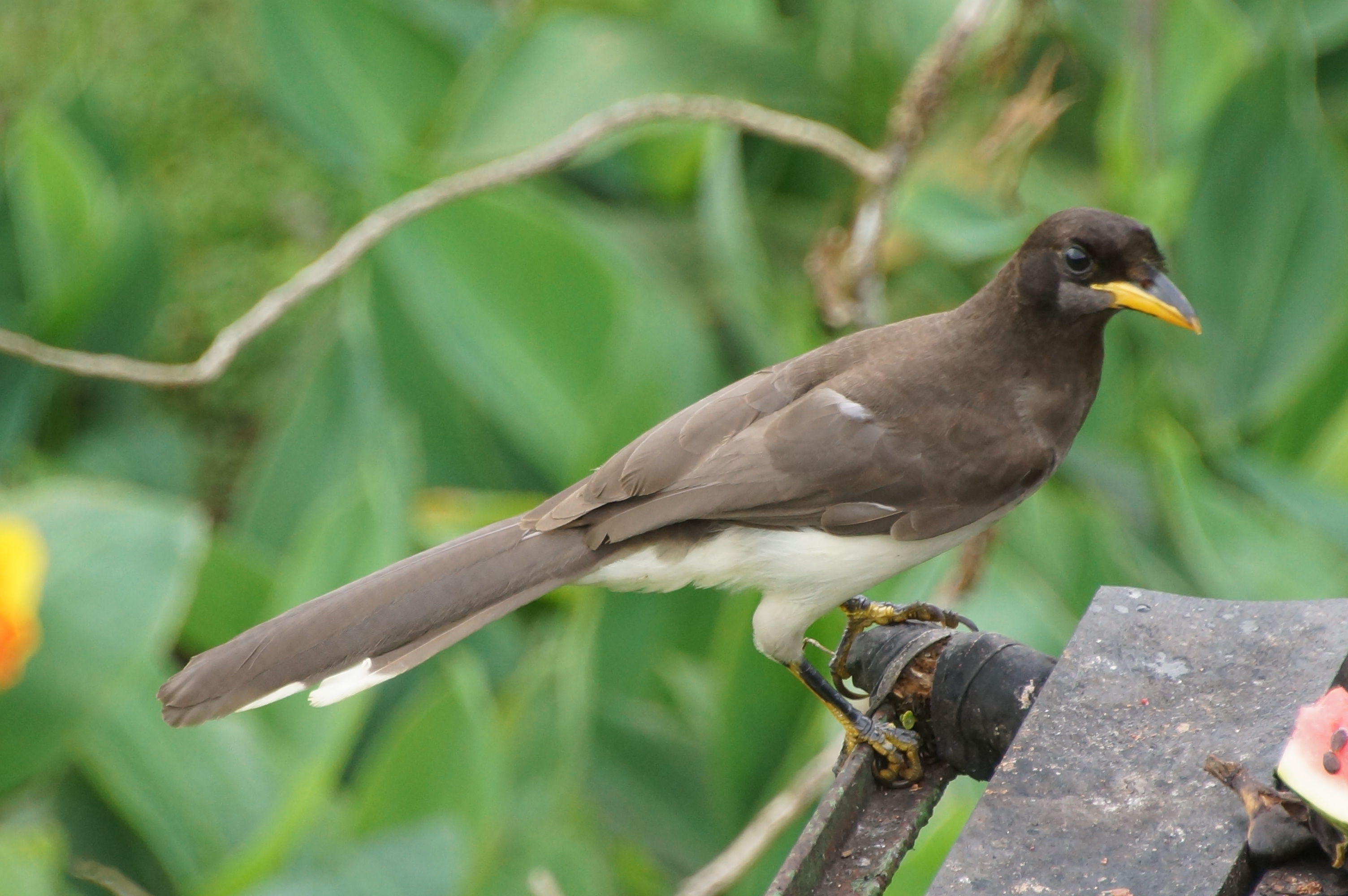
subadulte au Costa Rica

Son aire s'étend sur l'est du Mexique et de l'Amérique centrale de la vallée du Rio Grande à l'ouest du Panama.

## Description
Le plumage du geai enfumé varie selon sa situation géographique, deux groupes se distinguent. Les oiseaux au nord de sa répartition géographique sont quasi-intégralement bruns et sombres, tandis que le ventre est d'un brun plus clair. Les oiseaux du sud ont un ventre blanc avec un blanc éclatant sur les plumes extérieures de la queue.
Dans ces deux groupes, les adultes ont des becs et des pattes noires. Les parties à nue des juvéniles sont jaunes, notamment les pattes et le contour des yeux.

## Mensurations
Il mesure 38 – 44 cm pour 173 – 224 g.

## Alimentation
Il se nourrit notamment d'insectes, d'araignées, du nectar du balsa, de fruits (dont Castilla elastica).